# Liste des longs métrages tchécoslovaques proposés à l'Oscar du meilleur film international
Cet article présente la liste des longs métrages tchécoslovaques proposés à l'Oscar du meilleur film international.

## Films proposés par la Tchécoslovaquie
| Année (Cérémonie) | Titre français                         | Titre original                   | Réalisateur             | Langue(s) | Résultat         |
| ----------------- | -------------------------------------- | -------------------------------- | ----------------------- | --------- | ---------------- |
| 1965 (37e)        | Jo Limonade                            | Limonádový Joe aneb Koňská opera | Oldřich Lipský          | tchèque   | Non nommé        |
| 1966 (38e)        | Le Miroir aux alouettes                | Obchod na korze                  | Ján Kadár et Elmar Klos | tchèque   | Remporte l'Oscar |
| 1967 (39e)        | Les Amours d'une blonde                | Lásky jedné plavovlásky          | Miloš Forman            | tchèque   | Nommé            |
| 1968 (40e)        | Trains étroitement surveillés          | Ostře sledované vlaky            | Jiří Menzel             | tchèque   | Remporte l'Oscar |
| 1969 (41e)        | Au feu, les pompiers !                 | Hoří, má panenko                 | Miloš Forman            | tchèque   | Nommé            |
| 1970 (42e)        | L'Incinérateur de cadavres             | Spalovač mrtvol                  | Juraj Herz              | tchèque   | Non nommé        |
| 1974 (46e)        | Dny zrady (cs)                         |                                  | Otakar Vávra            | tchèque   | Non nommé        |
| 1975 (47e)        | Milenci v roce jedna                   |                                  | Jaroslav Balík (cs)     | tchèque   | Non nommé        |
| 1976 (48e)        | Cirkus v cirkuse (cs)                  |                                  | Oldřich Lipský          | tchèque   | Non nommé        |
| 1977 (49e)        | Jeden stříbrný (gl)                    |                                  | Jaroslav Balík (cs)     | tchèque   | Non nommé        |
| 1979 (51e)        | Adèle n'a pas encore dîné              | Adéla ještě nevečeřela           | Oldřich Lipský          | tchèque   | Non nommé        |
| 1980 (52e)        | Ces merveilleux hommes à la manivelle  | Báječní muži s klikou            | Jiří Menzel             | tchèque   | Non nommé        |
| 1981 (53e)        | L'Amour sous les gouttes de pluie (cs) | Lásky mezi kapkami deště         | Karel Kachyňa           | tchèque   | Non nommé        |
| 1982 (54e)        | La Divine Emma                         | Božská Ema                       | Jiří Krejčík            | tchèque   | Non nommé        |
| 1983 (55e)        | Pomocník (gl)                          |                                  | Zoro Záhon (sk)         | slovaque  | Non nommé        |
| 1984 (56e)        | Neúplné zatmění                        |                                  | Jaromil Jireš           | tchèque   | Non nommé        |
| 1985 (57e)        | L'Abeille millénaire                   | Tisícročná včela                 | Juraj Jakubisko         | slovaque  | Non nommé        |
| 1986 (58e)        | Skalpel, prosím                        |                                  | Jiří Svoboda (cs)       | tchèque   | Non nommé        |
| 1987 (59e)        | Mon cher petit village                 | Vesničko má středisková          | Jiří Menzel             | tchèque   | Nommé            |
| 1988 (60e)        | La Mort des beaux chevreuils (cs)      | Smrt krásných srnců              | Karel Kachyňa           | tchèque   | Non nommé        |
| 1990 (62e)        | Kopytem sem, kopytem tam               |                                  | Věra Chytilová          | tchèque   | Non nommé        |
| 1991 (63e)        | Vojtěch, řečený sirotek (cs)           |                                  | Zdeněk Tyc (cs)         | tchèque   | Non nommé        |
| 1992 (64e)        | L'École élémentaire                    | Obecná škola                     | Jan Svěrák              | tchèque   | Nommé            |